# Norisring

Desenho da pista.

O Norisring é um circuito de rua localizado em Nuremberg, nas antigas áreas de desfile nazista nos congressos do NSDAP. Como o nome da cidade em alemão é Nürnberg poderia haver confusão com o já famoso Nürburgring, o velho nome Noris foi escolhido para a pista, que atualmente possui 2300m de extensão.
Desde 18 de Maio de 1947, os eventos de esportes a motor nos restantes 360 metros (Zeppelinhaupttribüne ou simplesmente Steintribüne) são realizados nas ruas de trânsito público. Diferentes configurações foram usadas nos primeiros anos, incluindo 8 layouts diferentes.
O principal evento deste circuito é a etapa de DTM.
O piloto mexicano Pedro Rodríguez morreu em Norisring em 1971, conduzindo um Ferrari 512, bateu no muro da ponte antes da curva Schöller-S e explodiu em chamas. Depois, a pista foi encurtada, movendo a curva em "U" da torre Grundig para redzir as velocidades na curva. Em 2006, uma placa de memorial foi inaugurada no local do acidente. O piloto de Fórmula 3 Húngaro Csaba Kesjár também morreu em Norisring em Junho de 1988.

## Maiores eventos
- DTM;
- Fórmula 3 Europeia